# Kanton Mulhouse-2
Der Kanton Mulhouse-2 ist seit 2015 ein französischer Wahlkreis im Arrondissement Mulhouse, im Département Haut-Rhin und in der Region Grand Est. Er umfasst Teile der Stadt Mülhausen (Mulhouse).

## Geschichte
Der Kanton wurde anlässlich der kantonalen Gebietsreform, die am 22. März 2015 in Kraft trat, neu gebildet.

## Gebietsbeschreibung
Das Gebiet des Kantons wird seit dem 22. März 2015 durch die folgende Grenze bestimmt. Die Angaben erfolgen im Uhrzeigersinn und beginnen im Norden:
- Stadtgrenze, Avenue du Repos, Rue Lefèbvre, Avenue Alphonse-Juin, Ancien Chemin de Modenheim, Avenue Roger Salengro, Allée Nathan Katz, Rue du Nordfeld, Boulevard de l’Europe, Avenue du Président Kennedy, Boulevard du Président Roosevelt, Avenue Aristide Briand, Quai de la Cloche, Rue de Strasbourg, Rue de Pfastatt, Rue Oscar Lesage, Stadtgrenze